# オポチュニティーズ
「オポチュニティーズ」(Opportunities (Let's Make Lots of Money))は、ペット・ショップ・ボーイズの楽曲。
「オポチュニティーズ」は2度に渡りリリースが行われた。パーロフォンで発売された最初のバージョンはJ.J.ジェクザリックとニコラス・フルームによってプロデュースされたが大きな成功を収める事は無かった。翌年にステファン・ヘイグのプロデュースによる新たなバージョンがリリースされ、Billboard Hot 100で最高位10位を記録するなどヒットを記録した。ミュージック・ビデオも2種類制作されており、最初のバージョンはエリック・ワトソンとアンディ・モラハン、もう一つのバージョンはズビグニュー・リプチンスキーが監督を務めた。

## 収録曲
日本盤 12" シングル
1. オポチュニティーズ - 7:18
2. オポチュニティーズ（リプライズ）- 4:27
3. オポチュニティーズ（オリジナル・ダンス・ミックス）- 6:45
4. ウォズ・ザット・ホワット・イット・ウォズ? - 5:18